# Salmo 57
El salmo 57  es, según la numeración hebrea, el quincuagésimo séptimo salmo del Libro de los salmos de la Biblia. Corresponde al salmo 56 según la numeración de la Biblia Septuaginta griega, empleada también en la Vulgata latina. Por este motivo, recogiendo la doble numeración, a este salmo también se le refiere como el salmo 57 (56).
Se atribuye al Rey David .

## Estructura
El salmo consta de dos partes. En el primero, versículos 1 al 6, David expresa la ansiedad que sentía, implorando ayuda divina contra Saúl y sus otros enemigos. En la segunda parte, versículos 7-11, prosigue con la confiada expectativa de liberación y anima su alma al ejercicio de la alabanza.

## Autoría
El salmo se describe como Mictam de David,  cuando huyó de la presencia de Saúl,  en la cueva.  Estaba dirigido a un líder de Adoración.
Posiblemente este salmo fue cantado con una melodía conocida como “ No destruyas ”, aunque existe una considerable incertidumbre al respecto. Varias traducciones han optado por transliterar la expresión hebrea: “al tashheth” (Tanakh) y “Al-tashheth” (Margolis).  La misma directiva, "No destruir", se puede encontrar en los títulos del Salmo 58  y el Salmo 59 .

## Numeración de versos
En la Biblia de Indonesia, este salmo consta de 12 versículos, de los cuales el versículo 1 es la introducción "Al director del coro. Según la canción: No destruyas. Miktam De David, cuando huyó de Saúl, a la cueva". ( Nueva traducción de la Sociedad Bíblica de Indonesia ). En la Biblia en inglés, a esta oración introductoria no se le asigna un número de versículo, por lo que solo hay 11 versículos en total, donde el versículo 1 en inglés es el mismo que el versículo 2 en indonesio y así sucesivamente.

## Esquema
El salmo se puede dividir en las siguientes secciones:
- Versículos 2–7: David se fortalece en la oración ( Sl 57,2–7  SLT )[9]
- Versículos 8-12: David expresa su nueva confianza ( Sal 57.8-12  SLT )[10]

## Citas
El primer versículo ( Sal 57,1  SLT ) muestra que este salmo fue escrito en el tiempo de I Samuel 24  SLT . También el Salmo 142  SLT probablemente fue escrito durante este período.

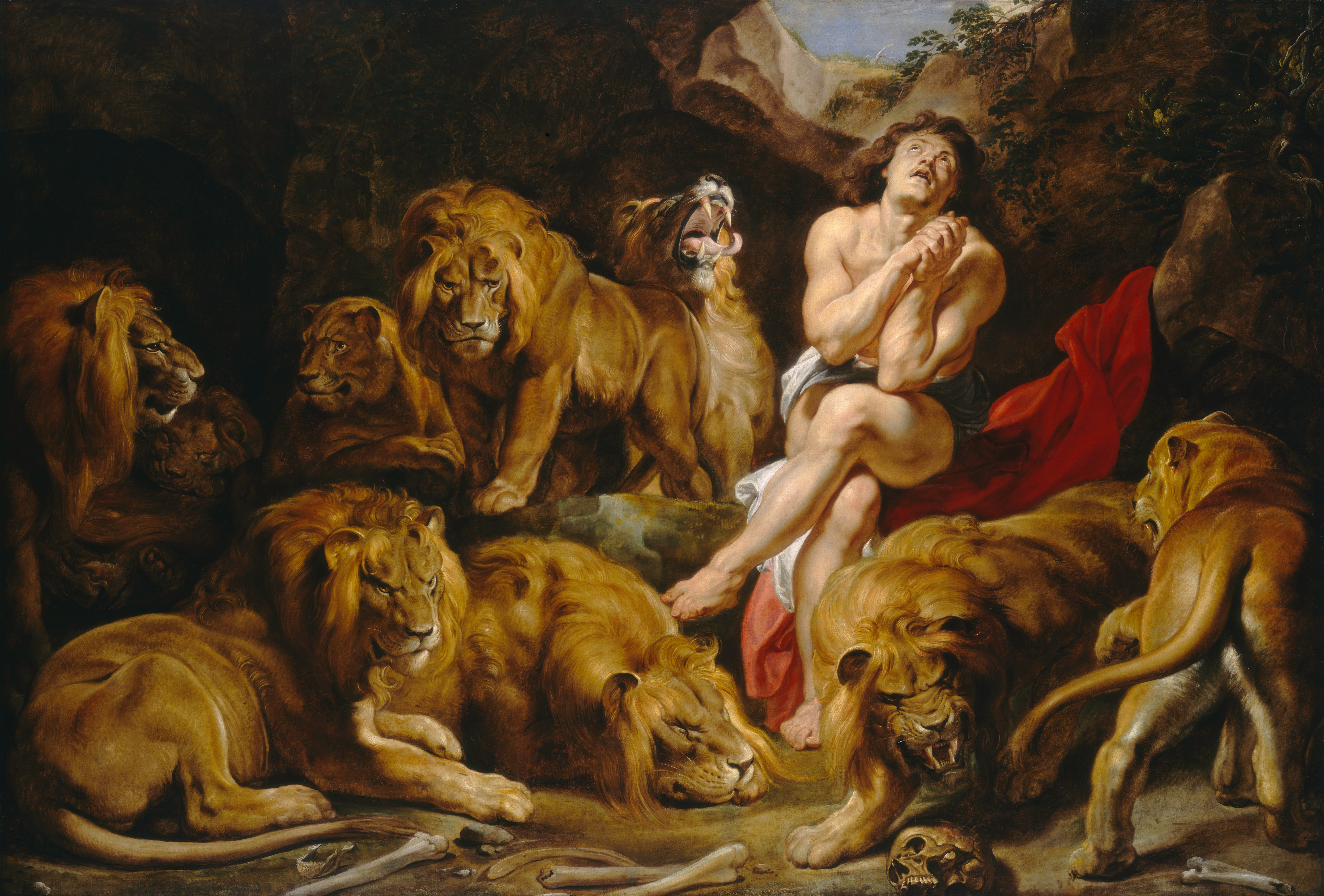
El versículo 5 del Salmo 57 se refiere a un episodio bíblico posterior: Daniel en el foso de los leones.

## Puntuación
- Mi corazón está listo por Nicolaus Bruhns con el texto del Salmo 57,8-12[12]

## Texto
- Textos de la fuente principal: Masorético , Septuaginta y Manuscritos del Mar Muerto .[13]
- Este artículo consta de 12 párrafos.[14]
- En la versión de la Nueva Traducción de la Sociedad Bíblica de Indonesia , este salmo se titula "Cazado por el enemigo, pero ayudado por Dios".[15]
- La última parte de este salmo (versículos 8-12) es la misma que la primera parte del salmo 108 (versículos 1-6).[16]

La siguiente tabla muestra el texto en hebreo del salmo con vocales, junto con el texto en griego koiné de la Septuaginta y la traducción al español de la Versión del Rey Jacobo. Tenga en cuenta que el significado puede diferir ligeramente entre estas versiones, ya que la Septuaginta y el texto masorético provienen de tradiciones textuales diferentes. En la Septuaginta, este salmo está numerado como Salmo 56.
| #      | En hebreo                                                             | En español | En griego |
| ------ | --------------------------------------------------------------------- | --- | --- |
| [ 20 ] | לַמְנַצֵּ֣חַ אַל־תַּ֭שְׁחֵת לְדָוִ֣ד מִכְתָּ֑ם בְּבׇרְח֥וֹ מִפְּנֵי־שָׁ֝א֗וּל בַּמְּעָרָֽה׃                        | (Al músico principal, Altaschith, Michtam de David, cuando huyó de Saúl en la cueva.)                                                                          | Εἰς τὸ τέλος· μὴ διαφθείρῃς· τῷ Δαυΐδ εἰς στηλογραφίαν ἐν τῷ αὐτὸν ἀποδιδράσκειν ἀπὸ προσώπου Σαοὺλ εἰς τὸ σπήλαιον. -                                |
| 1      | חׇנֵּ֤נִי אֱלֹהִ֨ים ׀ חׇנֵּ֗נִי כִּ֥י בְךָ֮ חָסָ֢יָה נַ֫פְשִׁ֥י וּבְצֵֽל־כְּנָפֶ֥יךָ אֶחְסֶ֑ה עַ֝֗ד יַעֲבֹ֥ר הַוּֽוֹת׃       | Ten piedad de mí, oh Dios, ten piedad de mí, porque en ti confía mi alma; a la sombra de tus alas me refugiaré, hasta que pasen las calamidades.               | ΕΛΕΗΣΟΝ με, ὁ Θεός, ἐλέησόν με, ὅτι ἐπὶ σοὶ πέποιθεν ἡ ψυχή μου καὶ ἐν τῇ σκιᾷ τῶν πτερύγων σου ἐλπιῶ, ἕως οὗ παρέλθῃ ἡ ἀνομία.                       |
| 2      | אֶ֭קְרָא לֵֽאלֹהִ֣ים עֶלְי֑וֹן לָ֝אֵ֗ל גֹּמֵ֥ר עָלָֽי׃                                        | Clamaré al Dios Altísimo, a Dios que todo lo hace por mí. | κεκράξομαι πρὸς τὸν Θεὸν τὸν ῞Υψιστον, τὸν Θεὸν τὸν εὐεργετήσαντά με.                                                                                 |
| 3      | יִשְׁלַ֤ח מִשָּׁמַ֨יִם ׀ וְֽיוֹשִׁיעֵ֗נִי חֵרֵ֣ף שֹׁאֲפִ֣י סֶ֑לָה יִשְׁלַ֥ח אֱ֝לֹהִ֗ים חַסְדּ֥וַאֲמִתּֽוֹ׃               | Él enviará desde el cielo y me salvará del reproche de los que me devoran. Selah. Dios enviará su misericordia y su verdad.                                    | ἐξαπέστειλεν ἐξ οὐρανοῦ καὶ ἔσωσέ με, ἔδωκεν εἰς ὄνειδος τοὺς καταπατοῦντάς με. (διάψαλμα). ἐξαπέστειλεν ὁ Θεὸς τὸ ἔλεος αὐτοῦ καὶ τὴν ἀλήθειαν αὐτοῦ |
| 4      | נַפְשִׁ֤י ׀ בְּת֥וֹךְ לְבָאִם֮ אֶשְׁכְּבָ֢ה לֹ֫הֲטִ֥ים בְּֽנֵי־אָדָ֗ם שִׁ֭נֵּיהֶם חֲנִ֣ית וְחִצִּ֑ים וּ֝לְשׁוֹנָ֗ם חֶ֣רֶב חַדָּֽה׃ | Mi alma está entre leones, y yazo entre los que están en llamas, los hijos de los hombres, cuyos dientes son lanzas y flechas, y su lengua una espada afilada. | καὶ ἐρρύσατο τὴν ψυχήν μου ἐκ μέσου σκύμνων. ἐκοιμήθην τεταραγμένος· υἱοὶ ἀνθρώπων, οἱ ὀδόντες αὐτῶν ὅπλα καὶ βέλη, καὶ ἡ γλῶσσα αὐτῶν μάχαιρα ὀξεῖα. |
| 5      | ר֣וּמָה עַל־הַשָּׁמַ֣יִם אֱלֹהִ֑ים עַ֖ל כׇּל־הָאָ֣רֶץ כְּבוֹדֶֽךָ׃                                 | Sé exaltado, oh Dios, sobre los cielos; sea tu gloria sobre toda la tierra.                                                                                    | ὑψώθητι ἐπὶ τοὺς οὐρανούς, ὁ Θεός, καὶ ἐπὶ πᾶσαν τὴν γῆν ἡ δόξα σου.                                                                                  |
| 6      | רֶ֤שֶׁת ׀ הֵכִ֣ינוּ לִפְעָמַי֮ כָּפַ֢ף נַ֫פְשִׁ֥י כָּר֣וּ לְפָנַ֣י שִׁיחָ֑ה נָפְל֖וּ בְתוֹכָ֣הּ סֶֽלָה׃              | Han preparado una red para mis pasos; mi alma está abatida; han cavado un hoyo delante de mí, en medio del cual han caído ellos mismos. Selah.                 | παγίδα ἡτοίμασαν τοῖς ποσί μου καὶ κατέκαμψαν τὴν ψυχήν μου· ὤρυξαν πρὸ προσώπου μου βόθρον καὶ ἐνέπεσαν εἰς αὐτόν. (διάψαλμα).                       |
| 7      | נָ֘כ֤וֹן לִבִּ֣י אֱ֭לֹהִים נָכ֣וֹן לִבִּ֑י אָ֝שִׁ֗ירָה וַאֲזַמֵּֽרָה׃                                 | Mi corazón está firme, oh Dios, mi corazón está firme: cantaré y alabaré.                                                                                      | ἑτοίμη ἡ καρδία μου, ὁ Θεός, ἑτοίμη ἡ καρδία μου, ᾄσομαι καὶ ψαλῶ ἐν τῇ δόξῃ μου.                                                                     |
| 8      | ע֤וּרָה כְבוֹדִ֗י ע֭וּרָֽה הַנֵּ֥בֶל וְכִנּ֗וֹר אָעִ֥ירָה שָּֽׁחַר׃                                 | Despierta, gloria mía; despierta, salterio y harpa: yo mismo me despertaré temprano.                                                                           | ἐξεγέρθητι, ἡ δόξα μου· ἐξεγέρθητι, ψαλτήριον καὶ κιθάρα· ἐξεγερθήσομαι ὄρθρου.                                                                       |
| 9      | אוֹדְךָ֖ בָעַמִּ֥ים ׀ אֲדֹנָ֑י אֲ֝זַמֶּרְךָ֗ בַּלְאֻמִּֽים׃                                       | Te alabaré, Señor, entre los pueblos; te cantaré entre las naciones.                                                                                           | ἐξομολογήσομαί σοι ἐν λαοῖς, Κύριε, ψαλῶ σοι ἐν ἔθνεσι,                                                                                               |
| 10     | כִּֽי־גָדֹ֣ל עַד־שָׁמַ֣יִם חַסְדֶּ֑ךָ וְֽעַד־שְׁחָקִ֥ים אֲמִתֶּֽךָ׃                                   | Porque tu misericordia es grande hasta los cielos, y tu verdad hasta las nubes.                                                                                | ὅτι ἐμεγαλύνθη ἕως τῶν οὐρανῶν τὸ ἔλεός σου καὶ ἕως τῶν νεφελῶν ἡ ἀλήθειά σου.                                                                        |
| 11     | ר֣וּמָה עַל־שָׁמַ֣יִם אֱלֹהִ֑ים עַ֖ל כׇּל־הָאָ֣רֶץ כְּבוֹדֶֽךָ׃                                  | Sé exaltado, oh Dios, por encima de los cielos; sea tu gloria sobre toda la tierra.                                                                            | ὑψώθητι ἐπὶ τοὺς οὐρανούς, ὁ Θεός, καὶ ἐπὶ πᾶσαν τὴν γῆν ἡ δόξα σου.                                                                                  |

## Comentarios

### A todo el salmo
El Salmo 57 repite el inicio del Salmo 56, pero esta vez la confianza del salmista no se basa en la promesa de Dios, sino en su poder (vv. 3, 6, 12). Lo que antes era esperanza —que los enemigos retrocedan (Sal 56,10)— aquí se ve ya cumplido (Sal 57,7). El salmo comienza con una súplica confiada (v. 2) y explica el motivo: la persecución que sufre (vv. 3-4). Luego describe su situación como insoportable (v. 5) y clama a Dios, soberano del cielo y la tierra (v. 6). En la segunda parte, afirma que ha sido salvado (v. 7), promete alabanza por la misericordia de Dios (vv. 8-11) y repite su clamor a Dios para que se manifieste en toda la tierra (v. 12).
El título del salmo lo vincula con el momento en que David perdona la vida de Saúl en la cueva (1 S 24,4-8). Aunque pudo matarlo, no lo hizo, convencido de que Dios lo protegía y que Saúl caería pronto. Esta situación da al salmo un tono de esperanza firme: ya se perciben señales de salvación (v. 8). La oración se hace más intensa con la invocación: «Álzate… oh Dios» (vv. 6, 12). En clave cristiana, este salmo se une a la fe en Jesucristo, que anunció la llegada del Reino de Dios (Mc 1,15) y enseñó a pedir su venida (Mt 6,10).

#### A los versículos 1-6
La repetición de la súplica en el Salmo 57 subraya la urgencia y profundidad del clamor del salmista. Las imágenes empleadas —como «a la sombra de tus alas»— apuntan posiblemente a una estancia nocturna en el Templo, aunque también pueden entenderse como símbolo de refugio espiritual en Dios en medio de la angustia. La confianza puesta en el Señor, sostenida por la experiencia de su misericordia y fidelidad en la historia de la Alianza, da lugar a una súplica que nace de la fe y se abre a la esperanza de salvación.
La situación de peligro se expresa mediante imágenes comunes en la literatura de súplica: los enemigos son descritos como fieras (cfr Sal 7,3), su cercanía resulta dolorosa e insoportable, y sus acciones son representadas como trampas y fosas preparadas para hacer caer al justo. Desde este contexto de amenaza, el salmista eleva su voz para pedir que Dios manifieste su poder sobre toda la creación, reflejando una teología en la que el orden cósmico responde al señorío divino, como también se expresa en el Salmo 19.

#### Al versículo 7
Dios ha derrotado a los enemigos (v. 7), y por eso el salmista expresa con fuerza su confianza (v. 8). La llegada del amanecer simboliza que la salvación de Dios está cerca, como la luz después de la noche (v. 9). El salmista se prepara para alabarlo públicamente desde el comienzo del día (vv. 10-11). Estos versículos, casi iguales a los del Salmo 108,2-6, eran probablemente una parte fija que se usaba en diferentes oraciones. La firmeza del corazón del salmista nace de haber visto actuar a Dios. El cristiano también experimenta esa firmeza al confiar en la providencia: saber que Dios cuida y guía da fuerza para resistir las pruebas y proclamar su fidelidad.

## Usos

### Judaísmo
- El versículo 3 se encuentra en la repetición de la Amidá en Rosh Hashaná .[24]

### Catolicismo
Tradicionalmente, este salmo se recitaba o cantaba durante el servicio de laudes del martes, según la regla de San Benito fijada hacia el año 530 (capítulo XIII)  . En varios monasterios, esta tradición en latín aún se conserva.
En la Liturgia de las Horas actual, el Salmo 57 se recita o canta el jueves de la primera semana  en Laudes y el jueves de la segunda semana en el servicio del mediodía.
Para facilitar la comprensión se le asigna a cada salmo un título en rojo (rúbrica) que no forma parte del salmo. El título del Salmo 57 es Oración matutina de un afligido.